# Prosiek
Prosiek (allemand : Sankt Joob in der Liptau, hongrois : Prószék) est un village de Slovaquie situé dans la région de Žilina.

## Histoire
La première mention écrite du village date de 1280.

## Démographie

### Évolution de la population
| Année:               | 1994. | 2004.   | 2014.   | 2024.    |
| -------------------- | ----- | ------- | ------- | -------- |
| Nombre de personnes: | 205   | 192     | 194     | 244      |
| Différence:          |       | -6,34 % | +1,04 % | +25,77 % |

| Année:               | 2023. | 2024.   |
| -------------------- | ----- | ------- |
| Nombre de personnes: | 238   | 244     |
| Différence:          |       | +2,52 % |